# Antonio Jorge Neto
Antonio Jorge Neto (Serra Negra, Brazilië, 5 augustus 1963) is een Braziliaans auto- en motorcoureur. Hij rijdt momenteel in het Braziliaans stock car kampioenschap bij het Fillipaper/AMG Motorsport team in een Mitsubishi Lancer. Hij rijdt daar met regerend kampioen Cacá Bueno.

## Titels
- 7 keer Braziliaans motorrace kampioen in de 250-350cc klasse
- 2 keer Zuid-Amerikaans kampioen motorracen in de 350cc klasse
- Winnaar van de 100 mijl van Daytona, 1983.

- 4 keer vice-kampioen in het Braziliaanse Formule FIAT kampioenschap